# Julien Desprès
Julien Desprès (født 12. maj 1983 i Clamart, Frankrig) er en fransk tidligere roer.
Desprès vandt en bronzemedalje ved OL 2008 i Beijing, som del af den franske firer uden styrmand, der desuden bestod af Benjamin Rondeau,
Germain Chardin og Dorian Mortelette. Franskmændene kom ind på en tredjeplads i finalen, hvor Storbritannien og Australien sikrede sig guld- og sølvmedaljerne. Det var det eneste OL, Desprès deltog i.
Desprès vandt desuden en VM-guldmedalje i firer uden styrmand ved VM 2010 i New Zealand og en EM-guldmedalje i dobbeltsculler ved EM 2008 i Grækenland.

## OL-medaljer
- 2008:  Bronze i firer uden styrmand